# Jean Louis Armand de Quatrefages de Bréau

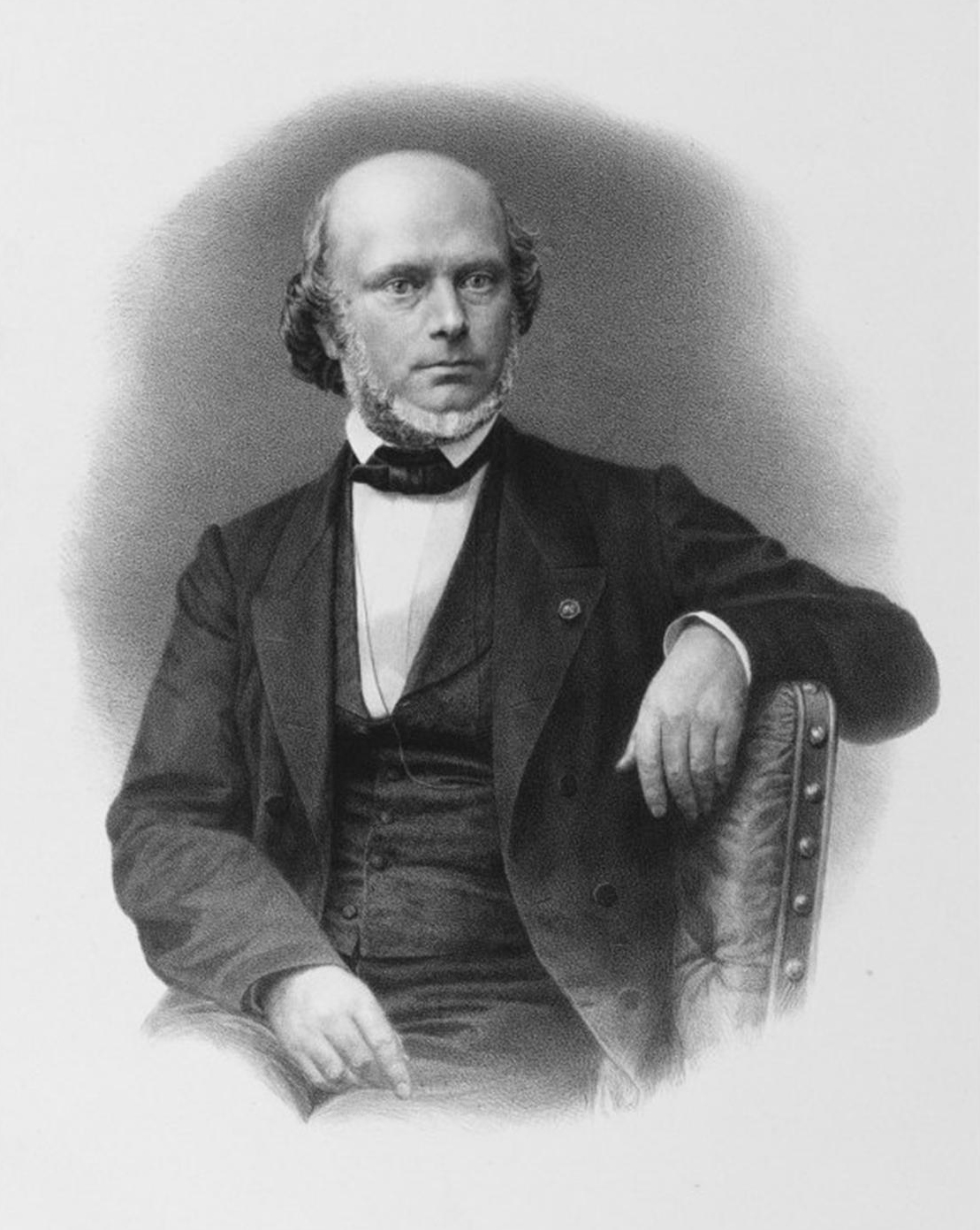
Quatrefages de Bréau

Jean Louis Armande de Quatrefages de Bréau (Berthezenne, 10 de fevereiro de 1810 — 12 de janeiro de 1892) foi um naturalista francês, filho de fazendeiros protestantes. Estudioso da área das ciências naturais, onde se especializou.
Morreu durante recorrência da pandemia de gripe de 1889-1890.